# Lepidosina platessa
Lepidosina platessa är en tvåvingeart som beskrevs av Marshall och William Russel Buck 2007. Lepidosina platessa ingår i släktet Lepidosina och familjen hoppflugor.
Artens utbredningsområde är Bolivia. Inga underarter finns listade i Catalogue of Life.